# Teen Choice Awards 2013
La 15ª edizione dei Teen Choice Awards ha avuto luogo l'11 agosto 2013 nel Gibson Amphitheatre di Los Angeles, California.
Pitch Perfect ha vinto quattro delle sue undici nomination, Glee ha vinto quattro premi. Seguono Demi Lovato con quattro premi e Selena Gomez con tre premi.
Gli One Direction sono stati i più premiati con sei premi.
I vincitori sono segnati in grassetto.

## Presentatori
- Darren Criss
- Lucy Hale

## Performers
- Paramore – Still into You[2][3]
- One Direction - Best Song Ever[4]
- Demi Lovato - Made In The USA

## Premi

### Cinema
| Film d'azione | Attore in film d'azione | Attrice in film d'azione |
| --- | --- | --- |
| - Iron Man 3 - The Bourne Legacy - Il cavaliere oscuro - Il ritorno - G.I. Joe - La vendetta - Skyfall                                                                                  | - Robert Downey Jr., Iron Man 3 - Christian Bale, Il cavaliere oscuro - Il ritorno - Daniel Craig, Skyfall - Chris Hemsworth, Red Dawn - Dwayne Johnson, G.I. Joe - La vendetta                                                      | - Anne Hathaway, Il cavaliere oscuro - Il ritorno - Jessica Biel, Total Recall - Atto di forza - Adrianne Palicki, G.I. Joe - La vendetta - Gwyneth Paltrow, Iron Man 3 - Rachel Weisz, The Bourne Legacy                                     |
| Film drammatici | Attore in film drammatici | Attrice in film drammatici |
| - Noi siamo infinito - Argo - Il Grande Gatsby - The Impossible - Les Misérables | - Logan Lerman, Noi siamo infinito - Ben Affleck, Argo - Bradley Cooper, The Words - Leonardo DiCaprio, Il Grande Gatsby - Hugh Jackman, Les Misérables                                                                              | - Emma Watson, Noi siamo infinito - Halle Berry, The Call - Anne Hathaway, Les Misérables - Carey Mulligan, Il Grande Gatsby - Naomi Watts, The Impossible                                                                                    |
| Comedy | Actor Comedy | Actress Comedy |
| - Pitch Perfect - Identity Thief - The Incredible Burt Wonderstone - Peeples - Warm Bodies                                                                                              | - Skylar Astin, Pitch Perfect - Jason Bateman, Identity Thief - Steve Carell, The Incredible Burt Wonderstone - Nicholas Hoult, Warm Bodies - Craig Robinson, Peeples                                                                | - Rebel Wilson, Pitch Perfect - Anna Kendrick, Pitch Perfect - Melissa McCarthy, Identity Thief - Kerry Washington, Peeples - Olivia Wilde, The Incredible Burt Wonderstone                                                                   |
| Romance | Actor Romance | Actress Romance |
| - The Twilight Saga: Breaking Dawn - Parte 2 - Beautiful Creatures - La sedicesima luna - Les Misérables - Vicino a te non ho paura - Warm Bodies                                       | - Robert Pattinson, The Twilight Saga: \Breaking Dawn - Parte 2 - Josh Duhamel, Vicino a te non ho paura - Alden Ehrenreich, Beautiful Creatures - La sedicesima luna - Nicholas Hoult, Warm Bodies - Eddie Redmayne, Les Misérables | - Kristen Stewart, The Twilight Saga: Breaking Dawn - Parte 2 - Jessica Biel, Quello che so sull'amore - Alice Englert, Beautiful Creatures - La sedicesima luna - Julianne Hough, Vicino a te non ho paura - Amanda Seyfried, Les Misérables |
| Sci-Fi/Fantasy | Actor Sci-Fi/Fantasy | Actress Sci-Fi/Fantasy |
| - The Twilight Saga: Breaking Dawn - Parte 2 - Beautiful Creatures - La sedicesima luna - Iron Man 3 - Oblivion - Il grande e potente Oz                                                | - Taylor Lautner, The Twilight Saga: Breaking Dawn - Parte 2 - Tom Cruise, Oblivion - Robert Downey Jr., Iron Man 3 - James Franco, Il grande e potente Oz - Robert Pattinson, The Twilight Saga: Breaking Dawn - Parte 2            | - Kristen Stewart, The Twilight Saga: Breaking Dawn - Parte 2 - Mila Kunis, Il grande e potente Oz - Gwyneth Paltrow, Iron Man 3 - Saoirse Ronan, The Host - Michelle Williams, Il grande e potente Oz                                        |
| Breakout | Scene Stealer | Best Villain |
| - Nicholas Hoult, Warm Bodies - Adam DeVine, Pitch Perfect - Alice Englert, Beautiful Creatures - La sedicesima luna - Ezra Miller, Noi siamo infinito - Eddie Redmayne, Les Misérables | - Kellan Lutz, The Twilight Saga: Breaking Dawn - Parte 2 - Joseph Gordon-Levitt, The Dark Knight Rises - Hana Mae Lee, Pitch Perfect - Channing Tatum, G.I. Joe - La vendetta - Ben Platt, Pitch Perfect                            | - Adam DeVine, Pitch Perfect - Javier Bardem, Skyfall - Tom Hardy, The Dark Knight Rises - Ben Kingsley, Iron Man 3 - Melissa McCarthy, Identity Thief                                                                                        |

### Musica
| Artista maschile | Artista femminile |
| --- | --- |
| - Justin Bieber - Bruno Mars - Phillip Phillips - Pitbull - Justin Timberlake | - Demi Lovato - Selena Gomez - P!nk - Rihanna - Taylor Swift |
| Choice Single: Male Artist | Choice Single: Female Artist |
| - “Beauty and a Beat”, Justin Bieber featuring Nicki Minaj - “Blurred Lines”, Robin Thicke featuring Pharrell - “Feel This Moment”, Pitbull featuring Christina Aguilera - “Locked Out of Heaven”, Bruno Mars - “Suit & Tie”, Justin Timberlake featuring Jay-Z | - “Heart Attack”, Demi Lovato - “We Can't Stop”, Miley Cyrus - “Come & Get It”, Selena Gomez - “Cups (Pitch Perfect's 'When I'm Gone')”, Anna Kendrick - “I Knew You Were Trouble”, Taylor Swift         |
| Gruppo | Artista R&B |
| - One Direction - Big Time Rush - Fun. - Maroon 5 - The Wanted | - Bruno Mars - Beyoncé - Alicia Keys - Miguel - Trey Songz |
| Artista Hip-Hop/Rap | Gruppo Rock |
| - Macklemore e Ryan Lewis - Drake - Nicki Minaj - Pitbull - Kanye West | - Paramore - AWOLNATION - Imagine Dragons - Mumford & Sons - The Lumineers |
| Artista EDM (Electronic Dance Music) | Gruppo Country |
| - David Guetta - deadmau5 - Calvin Harris - Kaskade - Skrillex - Swedish House Mafia | - Lady Antebellum - The Band Perry - Florida Georgia Line - Little Big Town - Thompson Square |
| Artista country maschile | Artista country femminile |
| - Hunter Hayes - Jason Aldean - Luke Bryan - Eric Church - Blake Shelton | - Taylor Swift - Jana Kramer - Miranda Lambert - Kacey Musgraves - Carrie Underwood |
| Brano Rock | Canzone d'Amore |
| - “Radioactive”, Imagine Dragons - “Carry On”, Fun. - “Gone, Gone, Gone”, Phillip Phillips - “Ho Hey”, The Lumineers - “Sail”, AWOLNATION | - “Little Things”, One Direction - “Just Give Me a Reason”, Pink (cantante) featuring Nate Ruess - “Mirrors”, Justin Timberlake - “Treasure”, Bruno Mars - “The Way”, Ariana Grande featuring Mac Miller |
| Break-Up Song | R&B/Hip-Hop Song |
| - "Come & Get It”, Selena Gomez - “DONE.”, The Band Perry - “Stay”, Rihanna featuring Mikky Ekko - “We Are Never Ever Getting Back Together” Taylor Swift - “When I Was Your Man”, Bruno Mars                                                                   | - “Can't Hold Us”, Macklemore & Ryan Lewis featuring Ray Dalton - “#Beautiful”, Mariah Carey - “Diamonds”, Rihanna - “Next to Me”, Emeli Sandé - “Started from the Bottom”, Drake                        |
| Artista emergente | Gruppo emergente |
| - Ed Sheeran - Candice Glover - Ariana Grande - Psy - Emeli Sandé | - Emblem3 - Icona Pop - Imagine Dragons - The Lumineers - Macklemore & Ryan Lewis |
| Brano Country | |
| - “We Are Never Ever Getting Back Together”, Taylor Swift - “Boys 'Round Here”, Blake Shelton featuring Pistol Annies and Friends - “Crash My Party”, Luke Bryan - “Cruise”, Florida Georgia Line - “I Want Crazy”, Hunter Hayes                                | |

### Televisione
| Drama Show | Actor: Drama | Actress: Drama |
| --- | --- | --- |
| - Gossip Girl - Nashville - Pretty Little Liars - Revenge - Switched at Birth | - Penn Badgley, Gossip Girl - Lucas Grabeel, Switched at Birth - Ian Harding, Pretty Little Liars - Nick Wechsler, Revenge - Joshua Bowman, Revenge            | - Troian Bellisario, Pretty Little Liars - Blake Lively, Gossip Girl - Vanessa Marano, Switched at Birth - Hayden Panettiere, Nashville - Emily VanCamp, Revenge                                                 |
| Fantasy/Sci-Fi Show | Actor: Fantasy/Sci-Fi | Actress: Fantasy/Sci-Fi |
| - Arrow - Beauty & the Beast - Once Upon a Time - Supernatural - The Vampire Diaries                                                                                                  | - Jensen Ackles, Supernatural - Stephen Amell, Arrow - Jared Padalecki, Supernatural - Ian Somerhalder, The Vampire Diaries - Paul Wesley, The Vampire Diaries | - Katie Cassidy, Arrow - Nina Dobrev, The Vampire Diaries - Ginnifer Goodwin, Once Upon a Time - Kat Graham, The Vampire Diaries - Kristin Kreuk, Beauty & the Beast                                             |
| Action Show | Actor: Action | Actress: Action |
| - Chicago Fire - Elementary - Hawaii Five-0 - NCIS: Los Angeles - Nikita | - Scott Caan, Hawaii Five-0 - LL Cool J, NCIS: Los Angeles - Jonny Lee Miller, Elementary - Jesse Spencer, Chicago Fire - Shane West, Nikita                   | - Lyndsy Fonseca, Nikita - Lucy Liu, Elementary - Grace Park, Hawaii Five-0 - Maggie Q, Nikita - Monica Raymund, Chicago Fire                                                                                    |
| Comedy Show | Actor: Comedy | Actress: Comedy |
| - The Big Bang Theory - Glee - Modern Family - New Girl - Suburgatory | - Chris Colfer, Glee - Jake Johnson, New Girl - Ashton Kutcher, Due uomini e mezzo - Jim Parsons, The Big Bang Theory - Eric Stonestreet, Modern Family        | - Kaley Cuoco, The Big Bang Theory - Zooey Deschanel, New Girl - Mindy Kaling, The Mindy Project - Bridgit Mendler, Good Luck Charlie - Lea Michele, Glee                                                        |
| Animated Show | Male Personality | Female Personality |
| - Adventure Time - Bob's Burgers - Family Guy - Gravity Falls - The Simpsons | - Nick Cannon, America's Got Talent - Simon Cowell, The X Factor - Adam Levine, The Voice - Ryan Seacrest, American Idol - Blake Shelton, The Voice            | - Erin Andrews, Fox Sports - Cat Deeley, So You Think You Can Dance - Carrie Ann Inaba, Dancing with the Stars - Heidi Klum, America's Got Talent - Demi Lovato, The X Factor                                    |
| Reality Competition Show | Reality Show | Female Reality Star |
| - American Idol - The Bachelor - Dancing with the Stars - The Voice - The X Factor | - Dance Moms - Here Comes Honey Boo Boo - Keeping Up with the Kardashians - Married to Jonas - Tia & Tamera                                                    | - Honey Boo Boo, Here Comes Honey Boo Boo - Danielle Jonas, Married to Jonas - The Kardashians & Jenners, Keeping Up with the Kardashians - Abby Lee Miller, Dance Moms - Tia Mowry & Tamera Mowry, Tia & Tamera |
| Male Reality Star | Breakout Show | Breakout Star |
| - Kevin Jonas, Married to Jonas - Ryan Lochte, What Would Ryan Lochte Do? - Gordon Ramsay, Hell's Kitchen and MasterChef - The Robertsons, Duck Dynasty - The Wanted, The Wanted Life | - Arrow - Baby Daddy - The Carrie Diaries - The Fosters - The Mindy Project                                                                                    | - Stephen Amell, Arrow - Melissa Benoist, Glee - Blake Jenner, Glee - AnnaSophia Robb, The Carrie Diaries - Derek Theler, Baby Daddy                                                                             |
| Scene Stealer: Male | Scene Stealer: Female | Villain |
| - Max Greenfield, New Girl - Steven R. McQueen, The Vampire Diaries - Tahj Mowry, Baby Daddy - Chord Overstreet, Glee - Rico Rodriguez, Modern Family                                 | - Candice Accola, The Vampire Diaries - Miley Cyrus, Due uomini e mezzo - Heather Morris, Glee - Eden Sher, The Middle - Ariel Winter, Modern Family           | - Carly Chaikin, Suburgatory - Joseph Morgan, The Vampire Diaries - Lana Parrilla, Once Upon a Time - Janel Parrish, Pretty Little Liars - Becca Tobin, Glee                                                     |
| Summer TV Show | Summer TV Star: Male | Summer TV Star: Female |
| - Pretty Little Liars - Teen Wolf - So You Think You Can Dance - The Fosters - Under The Dome                                                                                         | - Keegan Allen, Pretty Little Liars - Jake T. Austin, The Fosters - Jean-Luc Bilodeau, Baby Daddy - Avan Jogia, Twisted - Tyler Posey, Teen Wolf               | - Lucy Hale, Pretty Little Liars - Maddie Hasson, Twisted - Chelsea Kane, Baby Daddy - Katie Leclerc, Switched at Birth - Maia Mitchell, The Fosters                                                             |

### Moda e bellezza
| Choice Style Icon                                                                 | Miglior sorriso                                                             |
| --------------------------------------------------------------------------------- | --------------------------------------------------------------------------- |
| - Demi Lovato - Miley Cyrus - Ariana Grande - Lea Michele - Emma Watson           | - Harry Styles - Selena Gomez - Taylor Lautner - Demi Lovato - Taylor Swift |
| Ragazzo più sexy                                                                  | Ragazza più sexy                                                            |
| - Harry Styles - Justin Bieber - Liam Hemsworth - Taylor Lautner - Channing Tatum | - Selena Gomez - Miley Cyrus - Megan Fox - Mila Kunis - Demi Lovato         |

### Sport
| Atleta femminile | Atleta maschile |
| --- | --- |
| - Gabby Douglas (Ginnastica artistica) - Missy Franklin (Nuoto) - Alex Morgan (Calcio) - Danica Patrick (Racing) - Lindsey Vonn (Sci) - Serena Williams (Tennis) | - David Beckham (Calcio) - LeBron James (Basket) - Colin Kaepernick (Football) - Michael Phelps (Nuoto) - Shaun White (Snowboard/Skateboard/Surf) |

### Altro
| Comico                                                                           | Social Network                                                              |
| -------------------------------------------------------------------------------- | --------------------------------------------------------------------------- |
| - Ellen DeGeneres - Jimmy Fallon - Melissa McCarthy - Daniel Tosh - Rebel Wilson | - Twitter - Facebook - Instagram - Tumblr - Vine                            |
| Twitter Personality                                                              | Web Star                                                                    |
| - Justin Bieber - Lady Gaga - Barack Obama - Katy Perry - Rihanna                | - Cimorelli - Ryan Beatty - Dave Days - Kid President - The Screaming Sheep |